# Hosta yingeri
Hosta yingeri là một loài thực vật có hoa trong họ Măng tây. Loài này được S.B.Jones mô tả khoa học đầu tiên năm 1989.